# 2006年トリノパラリンピックの日本選手団
2006年トリノパラリンピック日本選手団（2006ねんトリノパラリンピックにほんせんしゅだん）は、2006年3月10日から3月19日まで（いずれも現地時間）の日程で開催された2006年トリノパラリンピックにおける日本選手団。選手名及び所属・記録は2006年当時のもの。

## 概要

### 選手団
人員: 選手 40人、役員 50人 合計 90人
主将：大日方邦子 （アルペンスキー）
開会式旗手：新田佳浩（クロスカントリースキー・バイアスロン）

## メダル獲得者

### 金メダル
- 小林深雪（ノルディックスキー女子/バイアスロン12.5km視覚障害）
- 大日方邦子（アルペンスキー女子/大回転座位）

### 銀メダル
- 大日方邦子（アルペンスキー女子/滑降座位）
- 大日方邦子（アルペンスキー女子/スーパー大回転座位）
- 小林深雪（ノルディックスキー女子/バイアスロン7.5km視覚障害）
- 東海将彦（アルペンスキー男子/大回転立位）
- 森井大輝（アルペンスキー男子/大回転座位）

### 銅メダル
- 太田渉子（ノルディックスキー女子/バイアスロン12.5km立位）
- 青木辰子（アルペンスキー女子/回転座位）

## 種目別選手・スタッフ

### アルペンスキー
スタッフ
- 監督：松井貞彦
- ヘッドコーチ：伴一彦（甲州屋商店）
- コーチ：古井正貴（タナカデンキ）、清水圭介、アンジェリカ・クンツ、藤井泉、小林さつき、齋藤茜
- トレーナー：小林崇邦（埼玉医科大学総合医療センター）、板橋哲（介護老人保健施設ライフモア保土ヶ谷）
- メカニック：宮本晃（横浜市総合リハビリテーションセンター）、久保潔（KYB）
- 総務：長谷部貴（アトリエエス）
- ガイドスキーヤー：石黒晶久（マックアース）

選手
- 藤咲淳一, B2
- 三澤拓, LW2
- 東海将彦, LW3-2
- 丸山直也, LW4
- 阿部敏弘, LW6/8-1
- 井上真司, LW6/8-2
- 小池岳太, LW6/8-2
- 長谷川順一, LW10-2
- 森井大輝, LW11
- 谷口彰, LW11
- 野島弘, LW11
- 狩野亮, LW11
- 鈴木猛史, LW12-2
- 佐々木如美, LW6/8-2
- 青木辰子, LW10-2
- 田中佳子, LW12/2
- 大日方邦子, LW12-2

### ノルディックスキー
スタッフ
- 監督：荒井秀樹（日立システムアンドサービス）
- クロスカントリーコーチ：久保田祥子（上村病院健康増進施設ゆあ～ず）
- バイアスロンコーチ：香西俊輔（日本ライフル射撃協会）
- 総務兼コーチ：渡辺孝次（飯島中学校）
- トレーナー：白戸篤志
- ワックス（グリップ）：横山久雄（池廼家旅館）
- ワックス（グライダー）：吉岡勧（スポーツ吉岡）
- ワックス（テスター）：グロースエッガー久美子
- メカニック：古橋浩志（日立システムアンドサービス）
- タイムチェック兼総務：森田こず恵（森田自動車）
- 通訳：出村裕子
- アドバイザー：渡部勤
- ガイドスキーヤー：小林卓司（北海道小樽水産高等学校）、大平紀夫（長野県松本養護学校）、莅戸剛仁（北海道網走養護学校）

選手
- 新田佳浩, LW8
- 小林稔, B1
- 加藤弘, B2
- 傳田寛, LW8
- 長田弘幸, LW10
- 小林深雪, B1
- 太田渉子, LW8
- 出来島桃子, LW8

### アイススレッジホッケー
スタッフ
- 監督：中北浩仁（日立製作所）
- コーチ：小松昌久（信濃医療福祉センター）、ジェフリー・ウエノ
- イクウィップメントマネージャー：羽田野哲也（羽田野製作所）
- トレーナー：花岡正敬（山本整形外科医院）、吉田巳有紀（城本クリニック）
- メンタルトレーナー：吉田聡美（コンディショニング・ラボ）
- メディア担当：齋藤光彦（エヌティティコムウェア）

選手
- 永瀬充
- 遠藤隆行
- 須藤悟
- 髙橋和廣
- 上原大祐
- 吉川守
- 石田真彦
- 三澤英司
- 加藤正
- 安中幹雄
- 竹内俊文
- 柴大明
- 福島忍
- 松井順一
- 馬島誠

### 本部役員
| 役職       | 氏名       | 所属                                         |
| ---------- | ---------- | -------------------------------------------- |
| 団長       | 田村宣朝   | 東京蒼生会                                   |
| 副団長     | 中森邦男   | 日本障害者スポーツ協会                       |
| 医師       | 小林章郎   | 大阪市立大学                                 |
| 医師       | 成田寛志   | 青森県立保健大学                             |
| 看護師     | 金子育世   | 国立身体障害者リハビリテーションセンター病院 |
| 総務       | 安岡由恵   | 日本障害者スポーツ協会                       |
| 総務       | 岩坪友子   | 日本障害者スポーツ協会                       |
| 総務       | 峰村史世   | 日本障害者スポーツ協会                       |
| 総務       | 太田澄人   | 長野県障害者福祉センター                     |
| 通訳       | 桜田香織   |                                              |
| 総務兼通訳 | 金子恵美子 | 東京都障害者総合スポーツセンター             |
| 総務兼輸送 | 林孝雄     | グロリアツーリスト                           |
| 総務兼輸送 | 野村大輔   | JTB団体旅行                                  |